# 宝蓮灯
『宝蓮灯』 （ほうれんとう、Bǎoliándēng、バオリェンドン）は、中国の古代から伝わる神話伝説のひとつ。これまでに何度か、映像化や戯曲などの題材にされてきた。天界に住む仙女と人間の男性との婚姻を描いた異類婚姻譚のひとつ。

## ストーリー
華山の上にある聖母宮に住む仙女の三聖公主（= 三聖母）は、人間界に住む書生の劉彦昌と相思相愛になり、沈香を産み落とす。三聖公主の兄であり、天界の司法の神でもある二郎神が天界へ連れ戻そうとするが、抵抗したため、三聖公主を華山・蓮花峰の下へ閉じ込めてしまう。
沈香は、普通の人間として生活していたが、ある日、自分に神通力とも呼べるべき不思議な力（法力という）が備わっていることに気付く。
伯父にあたる二郎神が、沈香に出生の秘密（自分の母親は仙女であること。自分は、仙女と人間のハーフであるので、法力が使えること）を告白する。沈香は、神通力が倍増する「宝蓮灯」を使いながら修行し、母親を助ける。
このストーリーから、宝蓮灯ではなく、「劈山救母（山を劈（開）いて、母を救う）」と呼ばれることもある。

## 登場人物
- 三聖母（三聖公主）：華山・聖母宮に住む仙女。二郎神の妹、沈香の母。
- 二郎神（楊戩）：三聖母の兄。天界の司法をつかさどる神。
- 沈香：三聖母と劉彦昌の息子。この物語における主人公。
- 劉彦昌：書生。提灯貼りで生計を立てる。天界の仙女である三聖母と恋に落ち、ひとりで沈香を育てる。
- 玉皇大帝：天帝。通常、玉帝と称され、仙人たちからは陛下と称される。
- 王母娘娘：玉帝の妃。すべての仙女たちを管理・統率する。
- 朝霞（霊芝）：三聖母に仕える巫女。
- 霹靂大仙：沈香の神通力の師匠。
- 瑶姫：玉帝の妹、二郎神と三聖母の母。
- 楊氏：二郎神と三聖母の父。

## 関連ドラマと映画
- アニメ映画：1999年公開。姜文、徐帆らが声優を務め、主題曲「天地在我心」を劉歓が歌った。
- 天地伝説之宝蓮灯：2001年制作。台湾のテレビドラマ。全37話。
- テレビドラマ：2005年6月、CCTV-8によって制作・放映された。曹駿、舒暢、焦恩俊らが出演。全35話。
- 宝蓮灯前伝：2009年4月、CCTV-8によって制作・放映された。玉帝の妹・瑶姫と楊氏との出会い、楊戩（二郎神）と楊嬋（三聖母）を産み落とす。楊戩が二郎神へと神格化されるまでを中心に描いた前日譚。全46話。